# Clough Castle

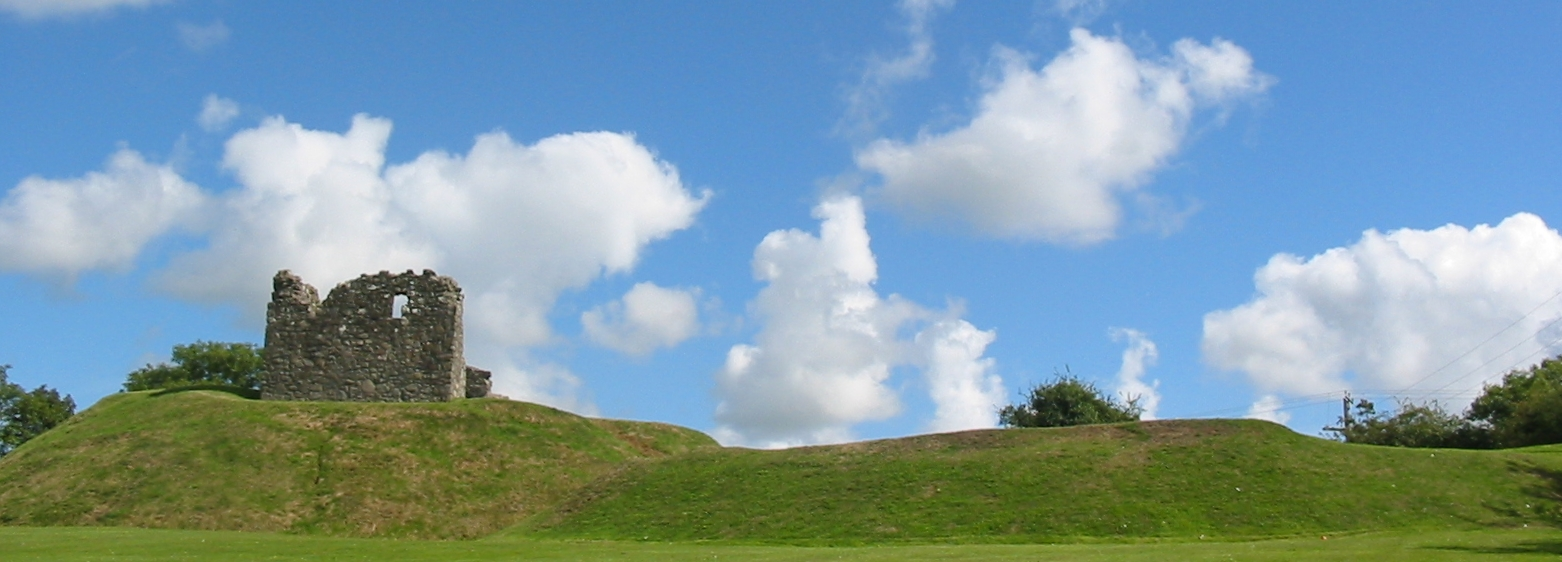
Clough Castle

Clough Castle ist eine runde anglo-cambrische oder anglo-normannische Motte mit einer nierenförmigen Vorburg (englisch bailey) bei Clough im County Down in Nordirland. Sie entstand im Zuge der anglonormannischen Eroberung des Nordens von Irland, vor oder während der Regierungszeit von König Johann Ohneland (1199–1216). Heute liegt sie in der Nähe des Kreisverkehrs, von dem die A 25 und die A 24 ausgehen.
Auf dem fast acht Meter hohen künstlichen Erdhügel, auf dem ursprünglich ein Turm mit einer hölzernen Palisade stand, wurden im 15. Jahrhundert in Randlage ein Wohnturm sowie ein Steinhaus und eine Halle errichtet, die aber wahrscheinlich wegen ihres Strohdaches bald niederbrannte. Die Motte ist von einem etwa zwei Meter tiefen Wassergraben umgeben. Wahrscheinlich waren Motte und Vorburg über eine Holzbrücke miteinander verbunden.
Clough Castle diente zum Schutz des Zugangs zur Lecale-Halbinsel. John de Courcy und seine Nachfolger machten es zusammen mit dem südwestlich gelegenen Dundrum Castle zum militärischen Wachposten an der Dundrum Bay, die bei der Eroberung Irlands als Nachschubhafen der Truppen fungierte. Über die Geschichte der Motte ist wenig bekannt. 

Clough Castle
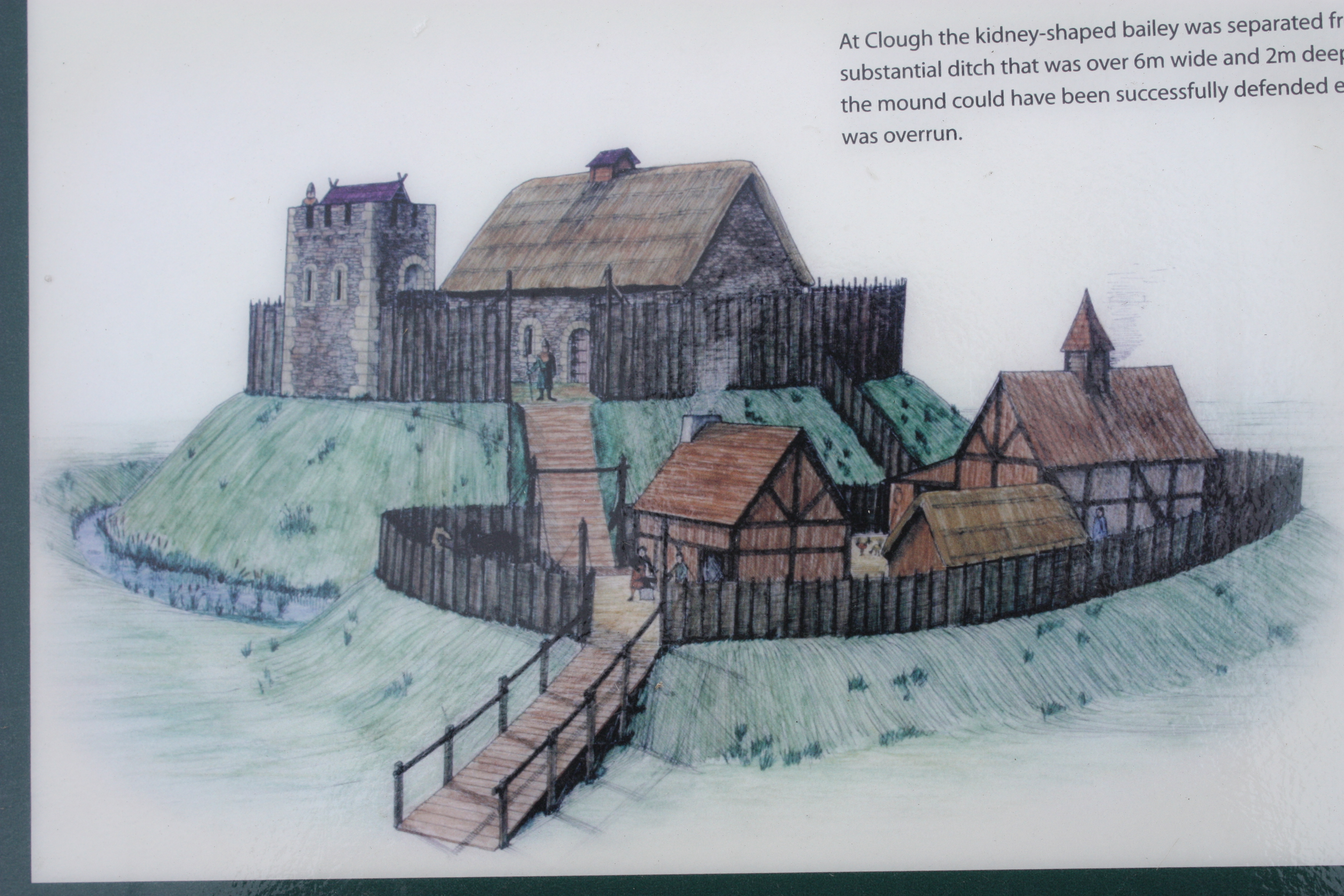
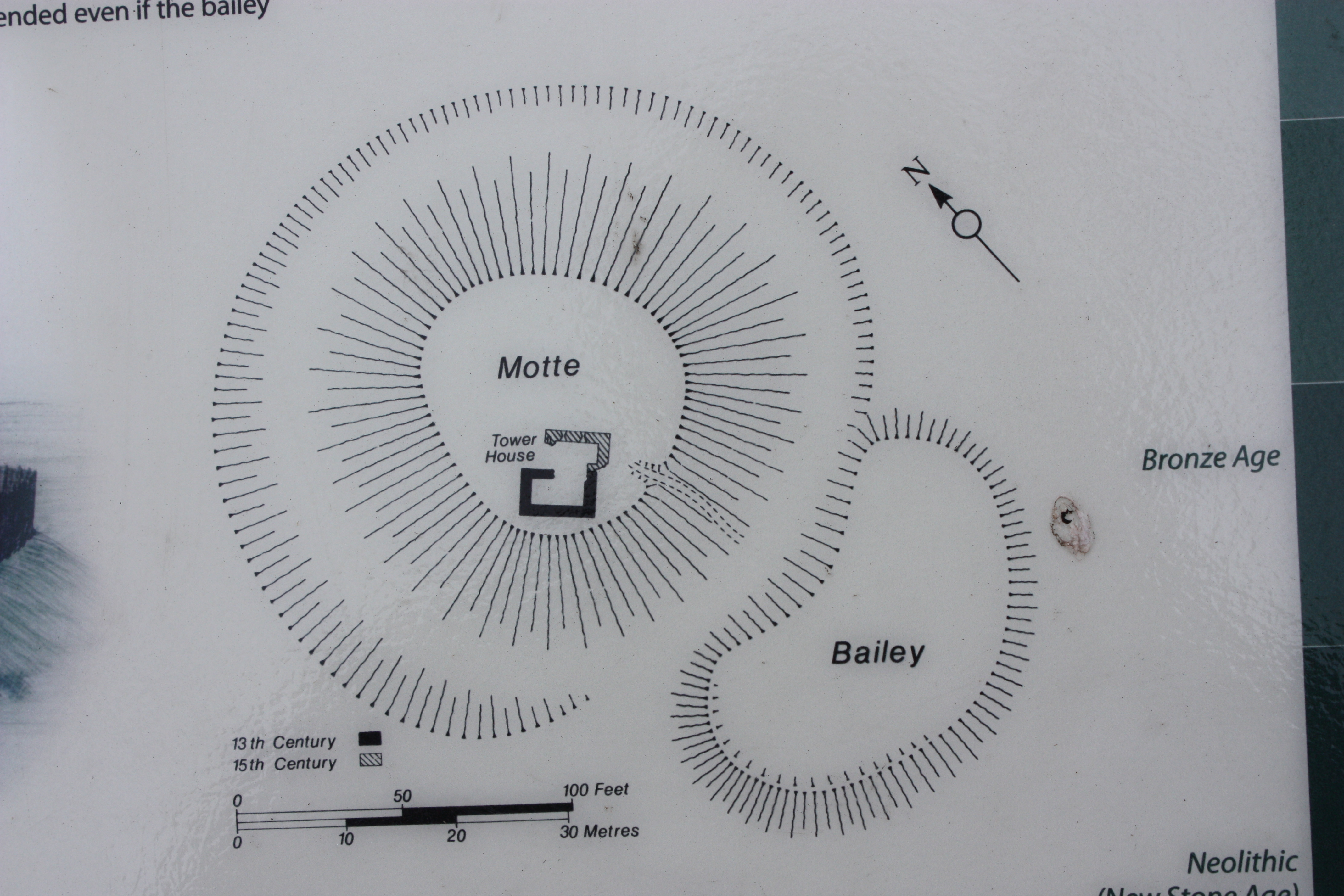
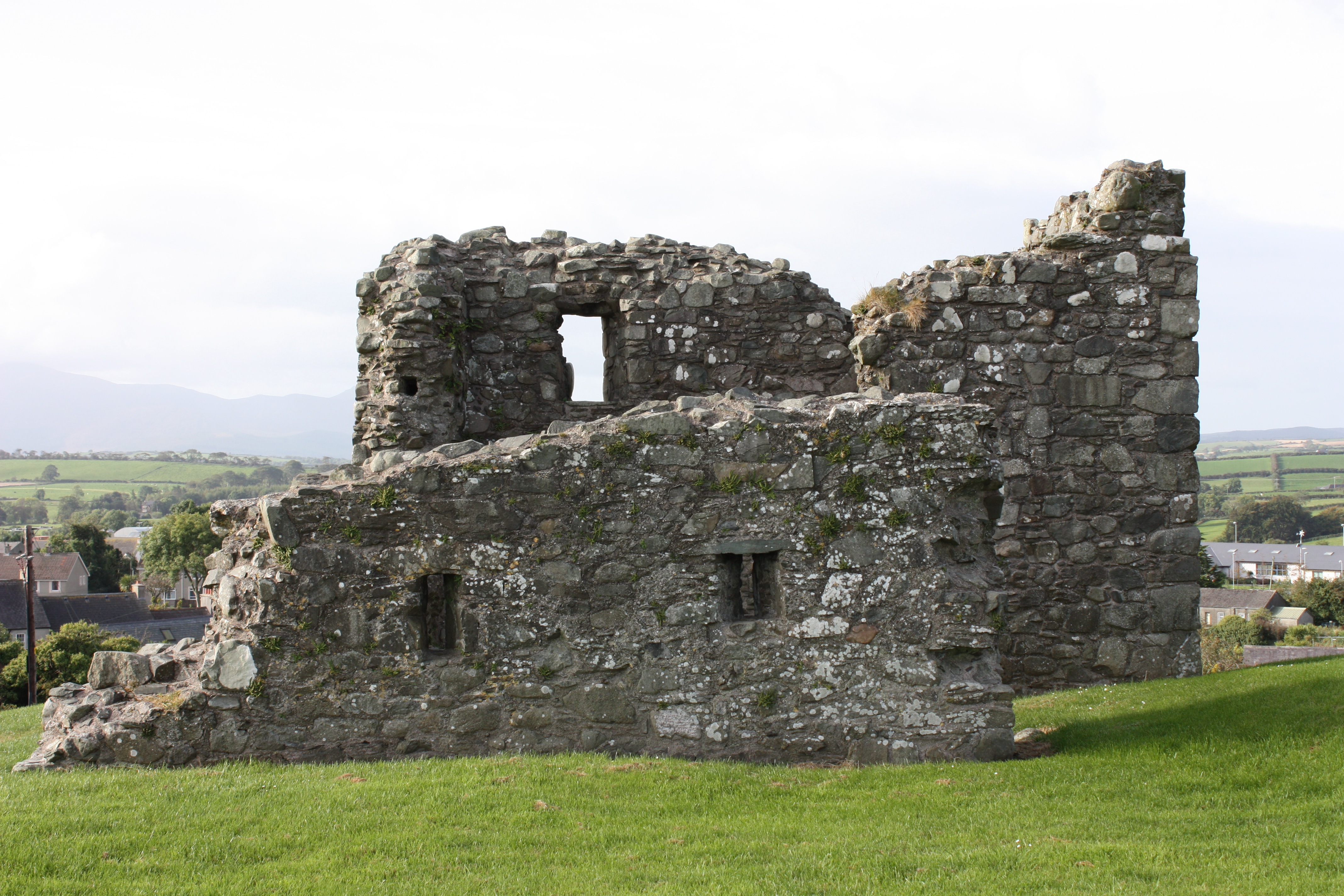
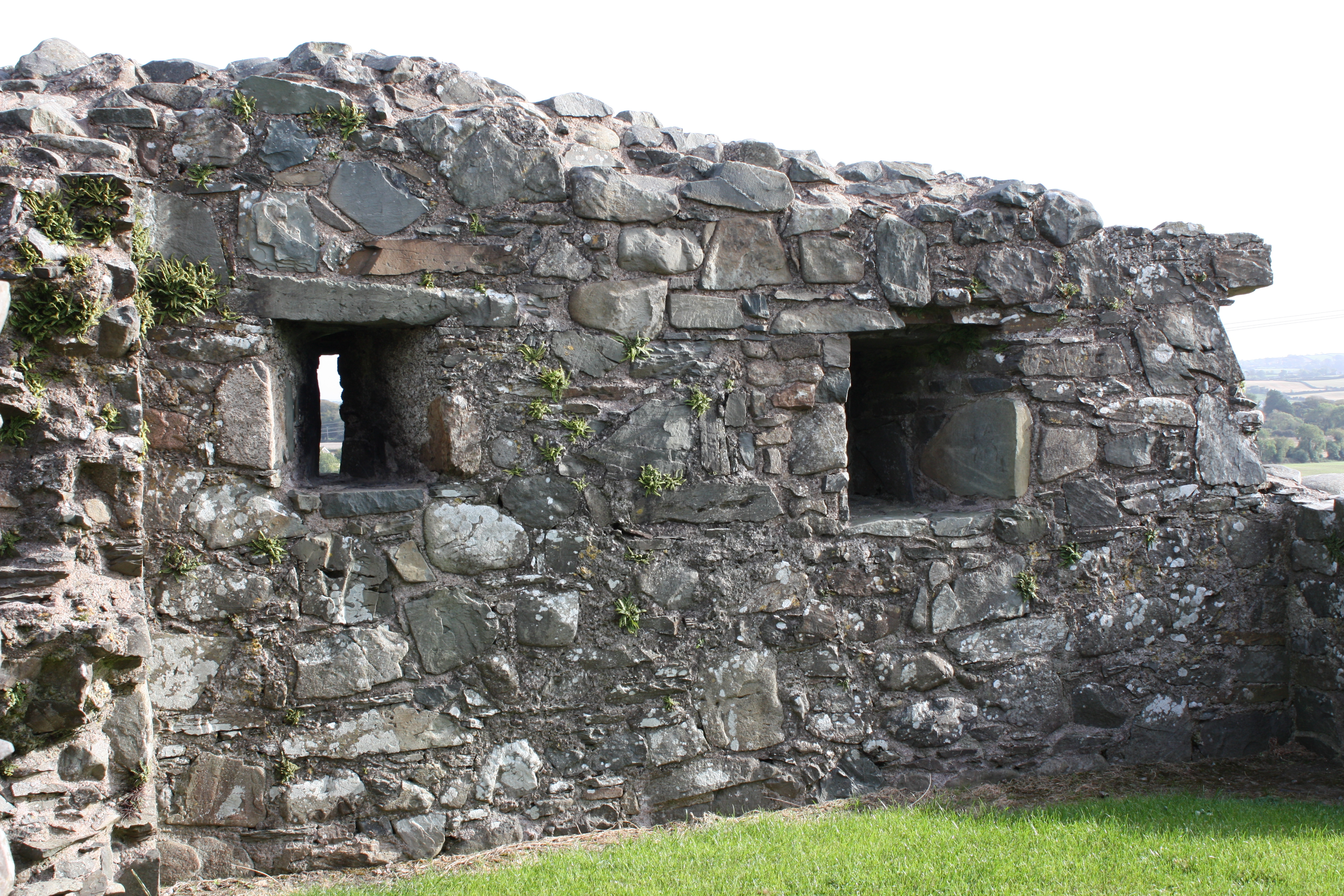